# Уюлга
Уюлга — река в России, протекает в Пономарёвском районе Оренбургской области. Исток реки находится к западу от села Воздвиженка Пономарёвского района Оренбургской области. Является левобережным притоком реки Дёмы, её устье находится в 440 км от устья реки Дёмы, около села Кирсаново. Длина реки составляет 14 км. Населённые пункты у реки: Кирсаново.

## Данные водного реестра
По данным государственного водного реестра России относится к Камскому бассейновому округу, водохозяйственный участок реки — Дёмы от истока до водомерного поста у деревни Бочкарёва, речной подбассейн реки — Белая. Речной бассейн реки — Кама.
Код объекта в государственном водном реестре — 10010201312111100024304.